# Списък на изкуствени обекти в хелиоцентрична орбита
По-долу е представен списък на обекти в хелиоцентрична орбита. Списъкът не включва обекти, които са излезли от Слънчевата система: (Пионер 10, Пионер 11, Вояджър 1, Вояджър 2 и Нови хоризонти), както и някои последни степени на ракети-носители, използвани за непилотирани мисии или обекти в точките на Ланграж.

## САЩ
- Пионер 4 – Луна (1959)
- Рейнджър 3 – Луна (1961)
- Рейнджър 5 – Луна (1963)
- Маринър 2 – Венера (1962)
- Маринър 3 – Планиран за изследване на Марс, комуникацията с апаратите изгубена след изстрелвнаето (1964)
- Маринър 4 – Марс (1964)
- Маринър 5 – Венера (1966)
- Пионер 5, Пионер 6, Пионер 7, Пионер 8, и Пионер 9 – Слънце (1966-1969)
- S-IVB последна ракетна степен на Аполо 8 (1968)
- S-IVB за Аполо 9 (1969)
- S-IVB за ЛМ Снупи за Аполо 10 (1969)
- S-IVB за Аполо 11 (1969)
- Маринър 6 и Маринър 7 – Марс (1969)
- S-IVB за Аполо 12 (1969) – по-късно преминал в околоземна орбита
- ICE – Халеевата комета (1974-1987)
- Маринър 10 – Венера и Меркурий (1974-1975)
- Марс Обзървър (1992) – Планиран за Марс, провалил се при навлизане в орбита около планетата (1992)
- Стардъст - комета 81P/Вилд (1999 - 2006)
- КОНТУР – Планирана за прелитане покрай няколко комети, но провалила се при изстрелване (2002)
- Дийп импакт – комета 9P/Темпъл (2005 - 2013)
- STEREO-A и STEREO-B (2006 - 2016)
- Космически телескоп Кеплер (2009 - 2018)
- Слънчева сонда Паркър (2018 - досега)
- Луси - Троянски спътници на Юпитер (2021 - )

## СССР/Руска федерация
- Луна 1 – Планирана за сблъсък с Луната (1958)
- Венера 1 – Планирана за полет до Венера, но комуникацията е изгубена по пътя (1961)
- Марс 1 – Планирана за Марс, но комуникацията е изгубена по пътя (1962)
- Зонд 2 – Планирана за Марс, но комуникацията е изгубена по пътя (1964)
- Зонд 3 – Луна (обратната страна) и междупланетно пространство (1965)
- Венера 2 – Венера (1966)
- Марс 4 – Планирана за орбитата на Марс, но провал с ракетата, мисията е частично успешна (1974)
- Марс 6 – Спускаемият модул каца на Марс, а орбиталният апарат влиза в хелиоцинтрична орбита (1974)
- Марс 7 – Спускаемият модул не успява да кацне на Марс и заедно с орбиталния апарат влизат в хелиоцинтрична орбита (1974)
- Венера 11 – полет до Венера (1978)
- Венера 12 – полет до Венера (1978)
- Венера 13 – полет до Венера (1982)
- Венера 14 – полет до Венера (1982)
- Вега 1 – Венера и Халеевата комета (1985-1986)
- Вега 2 – Венера и Халеевата комета (1985-1986)
- Фобос 1 – Планирана за Марс и спътника му Фобос, комуникацията изгубена по пътя (1988)

## Европейска космическа агенция
- Хелиос 1 (съвместно ФРГ/НАСА) – Слънцето (1975)
- Хелиос 2 (съвместно ФРГ/НАСА)
- Джото (ЕКА) – Халеевата комета (1986)
- Одисей (съвместно ЕКА/НАСА) – Юпитер & Северния и Южния полюс на Слънцето (мисията приключила на 30.06.2009)
- Розета – комета 67P/Чурюмов-Герасименко (мисията приключила на 30.09.2016)

## Япония
- Нозоми – планирана за Марс, но провал с ракетата